# Beat Wilhelm von Waldkirch
Beat Wilhelm von Waldkirch (* 12. Juni 1744 in Schaffhausen; † 16. Mai 1816 ebenda) war ein Schweizer Ratsherr und Tagsatzungsgesandter.

## Leben und Familie
Waldkirch wurde 1768 Urteilssprecher in seiner Heimatstadt. Ab 1781 wird er als Presbyter genannt. Waldkirch war 1798 Repräsentant in der Schaffhauser Nationalversammlung und wurde im folgenden Jahr Mitglied des Grossen Rats und Obherr der Kaufleute. Von 1803 bis 1814 war er Mitglied des Kleinen Rats und zugleich von 1805 bis 1809 Regierungskommissär der Gemeinde Rüdlingen. Im Jahr 1809 diente Waldkirch der Stadt als Gesandter zur eidgenössischen Tagsatzung.
Waldkirchs Eltern waren der Dragonerhauptmann, Kriegsoberst und Ratsherr Bernhardin von Waldkirch und Anna Sabina Gossweiler. Er heiratete 1772 Maria Magdalena, eine Tochter des Rittmeisters Georg Ludwig Stokar von Neunforn. Ihre Tochter Catharina wurde 1797 Ehefrau des Gussstahlpioniers Johann Conrad Fischer und die Tochter Maria Magdalena (* 30. Oktober 1782 in Schaffhausen; † 1. September 1852) heiratete 1802 den Plantagenleiter, Sklavenhändler und späteren Politiker Johann Conrad Winz.